# Iliouchine Il-12
Dimensions
L’Iliouchine Il-12 est un avion de ligne et de transport bimoteur, construit pour remplacer le Li-2. Il fut employé par Aeroflot ainsi qu'en Pologne et en Tchécoslovaquie.

## Développement
Pendant la Seconde Guerre mondiale, les Soviétiques reçoivent, au titre de la loi prêt-bail, des Douglas DC-3, ainsi que les plans et les outillages permettant de produire cet avion en URSS sous le nom Lissounov Li-2. Le Li-2 représente le principal avion de transport soviétique, tant civil que militaire, dans l'immédiat après-guerre. Mais, dès 1943, son remplacement par un avion de plus grande capacité est étudié.

## Caractéristiques
Le Il-12 est un bimoteur à aile basse, à train tricycle. Par ses dimensions et ses performances, il est comparable au Convair 240, au Saab 90 Scandia, ou au Martin 2-0-2, conçus eux aussi comme successeurs au DC-3.